# Casearia yatesii
Casearia yatesii är en videväxtart som beskrevs av Herman Otto Sleumer. Casearia yatesii ingår i släktet Casearia och familjen videväxter. Inga underarter finns listade i Catalogue of Life.